# Kelechi Iheanacho
Kelechi Promise Iheanacho (sinh ngày 3 tháng 10 năm 1996) là cầu thủ bóng đá chuyên nghiệp người Nigeria đang thi đấu cho câu lạc bộ Leicester City  ở vị trí tiền đạo. Anh cũng là thành viên của đội tuyển bóng đá quốc gia Nigeria.

## Thống kê sự nghiệp

### Câu lạc bộ
Tính đến 23 tháng 5 năm 2021.
| Câu lạc bộ          | Mùa giải            | Premier League      | Premier League | Premier League | FA Cup | FA Cup | League Cup | League Cup | Châu Âu | Châu Âu | Khác | Khác | Tổng cộng | Tổng cộng |
| Câu lạc bộ          | Mùa giải            | Hạng                | Trận           | Bàn            | Trận   | Bàn    | Trận       | Bàn        | Trận    | Bàn     | Trận | Bàn  | Trận      | Bàn       |
| ------------------- | ------------------- | ------------------- | -------------- | -------------- | ------ | ------ | ---------- | ---------- | ------- | ------- | ---- | ---- | --------- | --------- |
| Manchester City     | 2015–16             | Premier League      | 26             | 8              | 3      | 4      | 2          | 2          | 4       | 0       | —    | —    | 35        | 14        |
| Manchester City     | 2016–17             | Premier League      | 20             | 4              | 3      | 1      | 2          | 0          | 4       | 2       | —    | —    | 29        | 7         |
| Manchester City     | Tổng cộng           | Tổng cộng           | 46             | 12             | 6      | 5      | 4          | 2          | 8       | 2       | —    | —    | 64        | 21        |
| Leicester City      | 2017–18             | Premier League      | 21             | 3              | 5      | 4      | 2          | 1          | 0       | 0       | 0    | 0    | 28        | 8         |
| Leicester City      | 2018–19             | Premier League      | 30             | 1              | 1      | 0      | 4          | 1          | —       | —       | —    | —    | 35        | 2         |
| Leicester City      | 2019–20             | Premier League      | 20             | 5              | 2      | 1      | 4          | 4          | —       | —       | —    | —    | 26        | 10        |
| Leicester City      | 2020–21             | Premier League      | 25             | 12             | 6      | 4      | 1          | 0          | 7       | 3       | —    | —    | 39        | 19        |
| Leicester City      | Tổng cộng           | Tổng cộng           | 96             | 21             | 14     | 9      | 11         | 6          | 7       | 3       | —    | —    | 128       | 39        |
| Tổng cộng sự nghiệp | Tổng cộng sự nghiệp | Tổng cộng sự nghiệp | 142            | 33             | 20     | 14     | 15         | 8          | 15      | 5       | 0    | 0    | 192       | 60        |

### Quốc tế
Tính đến 11 tháng 2 năm 2024.
| Đội tuyển quốc gia | Năm       | Trận | Bàn |
| ------------------ | --------- | ---- | --- |
| Nigeria            | 2015      | 1    | 0   |
| Nigeria            | 2016      | 6    | 4   |
| Nigeria            | 2017      | 7    | 3   |
| Nigeria            | 2018      | 9    | 0   |
| Nigeria            | 2019      | 2    | 0   |
| Nigeria            | 2020      | 4    | 1   |
| Nigeria            | 2021      | 9    | 2   |
| Nigeria            | 2022      | 6    | 1   |
| Nigeria            | 2023      | 7    | 4   |
| Nigeria            | 2024      | 2    | 0   |
| Tổng cộng          | Tổng cộng | 52   | 15  |

### Bàn thắng quốc tế
Tính đến ngày 19 tháng 11 năm 2023.
| #  | Ngày                 | Địa điểm                                                   | Đối thủ      | Bàn thắng | Kết quả | Giải đấu                 |
| -- | -------------------- | ---------------------------------------------------------- | ------------ | --------- | ------- | ------------------------ |
| 1  | 27 tháng 5 năm 2016  | Sân vận động Robert Diochon, Rouen, Pháp                   | Mali         | 1–0       | 1–0     | Giao hữu                 |
| 2  | 31 tháng 5 năm 2016  | Sân vận động Josy Barthel, Luxembourg City, Luxembourg     | Luxembourg   | 2–0       | 3–1     | Giao hữu                 |
| 3  | 3 tháng 9 năm 2016   | Sân vận động Akwa Ibom, Uyo, Nigeria                       | Tanzania     | 1–0       | 2–1     | Vòng loại CAN 2017       |
| 4  | 9 tháng 10 năm 2016  | Sân vận động Levy Mwanawasa, Ndola, Zambia                 | Tanzania     | 1–0       | 1–0     | Vòng loại World Cup 2018 |
| 5  | 23 tháng 3 năm 2017  | Sân vận động The Hive, London, Anh                         | Sénégal      | 1–1       | 1–1     | Giao hữu                 |
| 6  | 1 tháng 6 năm 2017   | Sân vận động Municipal de Saint-Leu-la-Forêt, Paris, Pháp  | Togo         | 3–0       | 3–0     | Giao hữu                 |
| 7  | 1 tháng 9 năm 2017   | Sân vận động Quốc tế Godswill Akpabio, Uyo, Nigeria        | Cameroon     | 4–0       | 4–0     | Vòng loại World Cup 2018 |
| 8  | 14 tháng 11 năm 2017 | Sân vận động Krasnodar, Krasnodar, Nga                     | Argentina    | 1–2       | 4–2     | Giao hữu                 |
| 9  | 13 tháng 10 năm 2020 | Sân vận động Wörthersee, Klagenfurt, Áo                    | Tunisia      | 1–1       | 1–1     | Giao hữu                 |
| 10 | 4 tháng 9 năm 2021   | Sân vận động Teslim Balogun, Lagos, Nigeria                | Liberia      | 1–0       | 2–0     | Vòng loại World Cup 2022 |
| 11 | 4 tháng 9 năm 2021   | Sân vận động Teslim Balogun, Lagos, Nigeria                | Liberia      | 2–0       | 2–0     | Vòng loại World Cup 2022 |
| 12 | 11 tháng 1 năm 2022  | Sân vận động Roumdé Adjia, Garoua, Cameroon                | Ai Cập       | 1–0       | 1–0     | CAN 2021                 |
| 13 | 18 tháng 6 năm 2023  | Khu liên hợp thể thao Samuel Kanyon Doe, Monrovia, Liberia | Sierra Leone | 3–2       | 3–2     | Vòng loại CAN 2023       |
| 14 | 13 tháng 10 năm 2023 | Sân vận động Municipal de Portimão, Portimão, Bồ Đào Nha   | Ả Rập Xê Út  | 1–2       | 2–2     | Giao hữu                 |
| 15 | 19 tháng 11 năm 2023 | Sân vận động Huye, Butare, Rwanda                          | Zimbabwe     | 1–1       | 1–2     | Vòng loại World Cup 2026 |

## Danh hiệu
Manchester City
- Football League Cup: 2015–16[7]

Leicester City
- FA Cup: 2020–21[8]
- FA Community Shield: 2021[9]
- EFL Championship: 2023–24[10]

U17 Nigeria
- FIFA U-17 World Cup: 2013[11]